# Экспоненциальный код Голомба
Экспоненциальный код Голомба порядка k — это универсальный код, параметризованный целым числом k. Разработан Соломоном Голомбом. Для кодирования неотрицательного числа в экспоненциальный код Голомба порядка k можно использовать следующий метод:
1. Взять число {\displaystyle N} в двоичном коде без последних k цифр. Прибавить к нему 1 (арифметически): . Записать полученное N.
2. Подсчитать количество {\displaystyle C} битов в {\displaystyle N+1} (арифметически).
3. Записать {\displaystyle C-1} нулевых битов перед полученным числом из предыдущего шага.

Для порядка {\displaystyle k=0} код выглядит так:
```
0 => 1 => 1
1 => 10 => 010
2 => 11 => 011
3 => 100 => 00100
4 => 101 => 00101
5 => 110 => 00110
6 => 111 => 00111
7 => 1000 => 0001000
8 => 1001 => 0001001
...
```

Экспоненциальный код Голомба при {\displaystyle k=0} используется в стандартах сжатия видео H.264 и MPEG-4 AVC, в которых есть также возможность кодирования знаковых чисел путём присвоения значения 0 ключевому слову '0' в бинарном виде и последующее назначение кодовых слов ко входным значениям увеличивающихся амплитуд и переменных знаков.
Экспоненциальный код Голомба также используется в алгоритме кодирования несжатого видео Dirac.
При {\displaystyle k=0} экспоненциальное кодирование Голомба совпадает с гамма-кодом Элиаса этого же числа плюс один. Таким образом, он может кодировать ноль, тогда как гамма-код Элиаса может кодировать только числа больше ноля.
Несмотря на близкие название, экспоненциальное кодирование Голомба лишь немного аналогично кодированию Голомба, которое представляет собой тип энтропийного кодирования, но не является универсальным кодом.